# Fernando Agurto Ramírez
Fernando Santiago Agurto Ramírez (Talcahuano, 28 de abril de 1914 - ibidem, 13 de agosto de 2001) fue un profesor y político chileno.

## Biografía
Nació en Talcahuano el 28 de abril de 1914. Hijo de Adina Agurto Ramírez. Falleció en la misma ciudad el 13 de agosto de 2001.
Se casó el 7 de septiembre de 1945 con María del Rosario Campos Merino; tuvieron cinco hijos. Realizó sus estudios en la Escuela Industrial de Chillán y en el Apostadero Naval donde efectuó un curso de dibujo técnico y trabajó como obrero carpintero desde 1930 hasta 1943. Posterior a 1943 se dedicó a la labor docente como profesor de enseñanza agrícola, comercial y técnica. Entre 1945 y 1966 fue profesor de enseñanza industrial en la Escuela de Talcahuano.

### Vida pública
Inició sus actividades políticas tempranamente al asumir la dirigencia de la Unión de Obreros del Apostadero Naval y de los Profesores de Enseñanza Industrial de Talcahuano.
En 1933 se incorporó al Partido Socialista de Chile. Asimismo, fue dirigente de la Confederación de Trabajadores de Chile (CTCH) y de la Central Única de Trabajadores (CUT) por varios períodos. En los años 40 se inscribió en el Partido Socialista de Trabajadores y en 1942 ingresó al Partido Comunista de Chile.
Fue elegido regidor de la Municipalidad de Talcahuano en los períodos 1941 a 1944, 1944 a 1947 y 1963 a 1965. Durante el segundo periodo fue inhabilitado por la  Ley de Defensa de la Democracia y la tercera no la terminó porque fue elegido diputado.
En las elecciones parlamentarias de 1965 fue elegido diputado por la Decimoséptima Agrupación Departamental "Concepción, Tomé, Talcahuano, Coronel y Yumbel" período 1965-1969. Integró la Comisión Permanente de Gobierno Interior. 
En las elecciones parlamentarias de 1969 fue reelecto diputado por la misma Agrupación Departamental, período 1969-1973. Integró la Comisión Permanente de Defensa Nacional; y Educación Física y Deportes.
En las elecciones parlamentarias de 1973 fue reelecto diputado por la misma Agrupación Departamental. Integró la Comisión Permanente de Hacienda; la de Defensa Nacional, Educación Física y Deportes; y la Comisión Permanente de Régimen Interior, Administración y Reglamento. El golpe militar del 11 de septiembre de 1973 puso término anticipado a su periodo parlamentario.

## Historial electoral

### Elecciones parlamentarias de 1973
- Elecciones parlamentarias de 1973 para la 17ª Agrupación Departamental de Concepción[1]